# 23 juin 1916
Le vendredi 23 juin 1916 est le 175e jour de l'année 1916.

## Naissances
- Edmondo Lozzi (mort le 11 avril 1990), réalisateur et monteur italien
- Elena Zareschi (morte le 31 juillet 1999), actrice italienne
- Ernest Wilimowski (mort le 30 août 1997), footballeur allemand
- Eugénie Mettenet (morte le 1er décembre 2008), résistante française
- Frederick Heyliger (mort le 3 novembre 2001), officier de l'US Army
- Hans Möhr (mort le 28 août 2014), cavalier suisse
- Heinz Klein-Arendt (mort le 15 juillet 2005), sculpteur allemand
- Irene Worth (morte le 9 mars 2002), actrice américaine
- Jean Morin (mort le 6 septembre 2008), haut fonctionnaire français
- Len Hutton (mort le 6 septembre 1990), joueur de cricket britannique
- Leslie Thorne (mort le 13 juillet 1993), pilote automobile britannique
- Lucien Rose (mort le 22 juillet 2004), homme politique

## Décès
- Alfredo de Carvalho (né le 27 juin 1870), ingénieur, folkloriste, historien et journaliste brésilien
- Carleton Watkins (né le 11 novembre 1829), photographe américain
- Maurice Vinot (né le 3 novembre 1888), acteur français

## Événements
- Création du 77e bataillon de tirailleurs sénégalais
- Offensive du Trentin